# Mesa Verde (Kalifornien)
Mesa Verde ist ein Census-designated place im östlichen Riverside County im US-Bundesstaat Kalifornien. Das U.S. Census Bureau hat bei der Volkszählung 2020 eine Einwohnerzahl von 766 ermittelt. Er liegt an Interstate 10 bei Blythe.

## Geografie
Ripley befindet sich im äußersten Südosten des Riverside Countys in Kalifornien. Die Siedlung gehört zum Palo Verde Valley und liegt westlich der größeren Stadt Blythe.
Mit einer Fläche von ungefähr 11,2 km², die sich vollständig aus Land zusammensetzt, beträgt die Bevölkerungsdichte 68 Einwohner pro Quadratkilometer. Das Ortszentrum liegt auf einer Höhe von 119 Metern.

## Politik
Mesa Verde ist Teil des 28. Distrikts im Senat von Kalifornien, der momentan vom Demokraten Ted W. Lieu vertreten wird. In der California State Assembly ist der Ort dem 56. Distrikt zugeordnet und wird somit vom Demokraten V. Manuel Pérez vertreten. Auf Bundesebene gehört Mesa Verde Kaliforniens 36. Kongresswahlbezirk an, der einen Cook Partisan Voting Index von R+1 hat und vom Demokraten Raul Ruiz vertreten wird.